# Catesbaea fuertesii
Catesbaea fuertesii är en måreväxtart som beskrevs av Ignatz Urban. Catesbaea fuertesii ingår i släktet Catesbaea och familjen måreväxter. Inga underarter finns listade i Catalogue of Life.